# Acide octénylsuccinique
L'acide octénylsuccinique ou OSA est un acide dicarboxylique de formule C12H20O4. C'est un additif alimentaire utilisé pour traiter la gomme arabique ainsi que dans la production d'amidon de riz.